# Petit Meslier
Petit Meslier ist eine Weißweinsorte, die aus dem Weinbaugebiet Champagne stammt. Sie war dort im 19. Jahrhundert noch weit verbreitet und ist aus historischen Gründen noch für den Ausbau von Champagner zugelassen, spielt jedoch mengenmäßig nur noch eine unbedeutende Rolle. Da die Erträge mit 30–40 Hektoliter/Hektar vergleichsweise gering sind, wurde sie zugunsten des Chardonnay aufgegeben. Petit Meslier entstand aus einer spontanen Kreuzung von Savagnin und Gouais Blanc.
Nachdem im Jahr 1958 noch 48 Hektar Rebfläche registriert waren, sind heute offiziell noch ca. 3 Hektar in den Gemeinden Jouy-les-Reims, Verteuil und Cormoyeux im Marnetal und in Buxeuil an der Côte–de-Bar mit Petit Meslier bestockt. Ausgehend von den Pionieren Aubry und Moutard vor der Jahrtausendwende, nimmt die Bedeutung, auf sehr niedrigem Niveau, wieder etwas zu. So legten nach der Jahrtausendwende Drappier (Urville) und 2008 Agrapart & fils (Avize) Parzellen mit den alten Sorten – neben Petit Meslier u. a. Arbane – neu an. Im Jahre 2014 haben die Frères Laherté (Chavot) Petit Meslier neu auf ca. 60–70 ar gepflanzt.
Es gibt nur wenige Champagnerhäuser, die einen Champagner ausschließlich aus dieser Traube herstellen. Dazu zählen Champagne Liébart-Régnier (L'Enclos) und Duval-Leroy (Vertus). Der Anbieter Tarlant (Oeilly) verwendet im Champagner "BAM" 64 % Petit Meslier. Das Champagnerhaus Aubry in Jouy-les-Reims produziert "L'ombre d'or", eine Cuvée aus 7 Rebsorten, u. a. Petit Meslier, auch Laherté erzeugt mit "Les 7" eine Cuvée aus allen 7 zugelassenen Champagnersorten. Moutard Pére et Fils (=Moutard Diligent, Buxeuil) stellt mit der Cuvée 6 Cépages eine Assemblage aus sechs für die Champagnerproduktion zugelassenen Rebsorten, u. a. Petit Meslier, her. Zurzeit wird der Jahrgang 2007 verkauft. Seit 2013 bietet auch Agrapart & fils (Avize) mit der "Complantée" eine 6-Sorten-Cuvée an. Die 7. Sorte, die in beiden fehlt, ist der Pinot gris vrai (Grauburgunder). Seit 2007 produziert das Champagnerhaus Drappier in Urville eine Cuvée "Quattuor" aus je 25 % Petit Meslier, Arbane, Pinot Blanc vrai und Chardonnay. Parzellen mit der noch fehlenden weißen Sorte Pinot gris (hier Fromenteau genannt), hat Drappier vor kurzem angelegt.
Wegen der geringen Mengen und wenigen Anbieter sind die Champagner mit den alten Sorten (vieux cépages) deutlich teurer als normale Champagner. Die hier genannten kosten bereits beim Winzer, sofern ein Direktkauf überhaupt möglich ist, über 50 Euro (etwas billiger ist nur der Quattuor).
Kleine Bestände sind auch im Eden Valley in Australien bekannt.
Siehe auch die Artikel Weinbau in Frankreich und Weinbau in Australien sowie die Liste von Rebsorten.
Abstammung: Savagnin × Gouais Blanc

## Synonyme
Die Rebsorte Petit Meslier ist auch unter den Namen Arbonne, Barnay, Bernais, Bernet, Crêne, Co de France, Feuille d´Ozerolle, Hennequin, Lepine, Maillé, Mayé, Melier, Mélié, Meslier de Champagne, Petit Meslier Doré, Petit Meslier à Queue Rouge, Meslier Vert, Meslier Petit, Mornain Blanc, Orbois, Queue Rouge und Saint Lye bekannt.